# إيفان مارتيتش
إيفان مارتيتش (بالكرواتية: Ivan Martić)‏ هو لاعب كرة قدم سويسري وكرواتي في مركز الوسط، ولد في 2 أكتوبر 1990 في يوزويل في سويسرا. لعب مع نادي رييكا ونادي سانت غالن ونادي سبيزيا ونادي سيون ونادي شافهاوزن ونادي يونيفيرسيتاتيا كرايوفا وهيلاس فيرونا.

## وصلات خارجية
- إيفان مارتيتش على موقع قاعدة بيانات كرة القدم.إي يو (الإنجليزية)
- إيفان مارتيتش على موقع Soccerway.com (الإنجليزية)
- إيفان مارتيتش على موقع عالم كرة القدم.نت (الإنجليزية)
- إيفان مارتيتش على موقع AS.com (الإسبانية)